# 2024년 하계 올림픽 세인트빈센트 그레나딘 선수단
2024년 하계 올림픽 세인트빈센트 그레나딘 선수단은 2024년 7월 26일부터 8월 11일까지 프랑스 파리에서 열린 2024년 하계 올림픽에 참가한 올림픽 세인트빈센트 그레나딘 선수단이다.
이는 1988년 공식 데뷔 이후 10회 연속 하계 올림픽 출전이 된다.

## 출전 선수
| 종목 | 남자 | 여자 | 전체 |
| ---- | ---- | ---- | ---- |
| 수영 | 1    | 1    | 2    |
| 육상 | 1    | 1    | 2    |
| 전체 | 2    | 2    | 4    |

## 메달 집계
| 종목 | 1 | 2 | 3 | 합계 |
| 종목 | ' | ' | ' | '    |
| 종목 | ' | ' | ' | '    |
| 종목 | ' | ' | ' | '    |
| 합계 | ' | ' | ' | '    |

## 같이 보기
- 2024년 하계 올림픽